# Pilares de la Puerta de Yeongeunmun

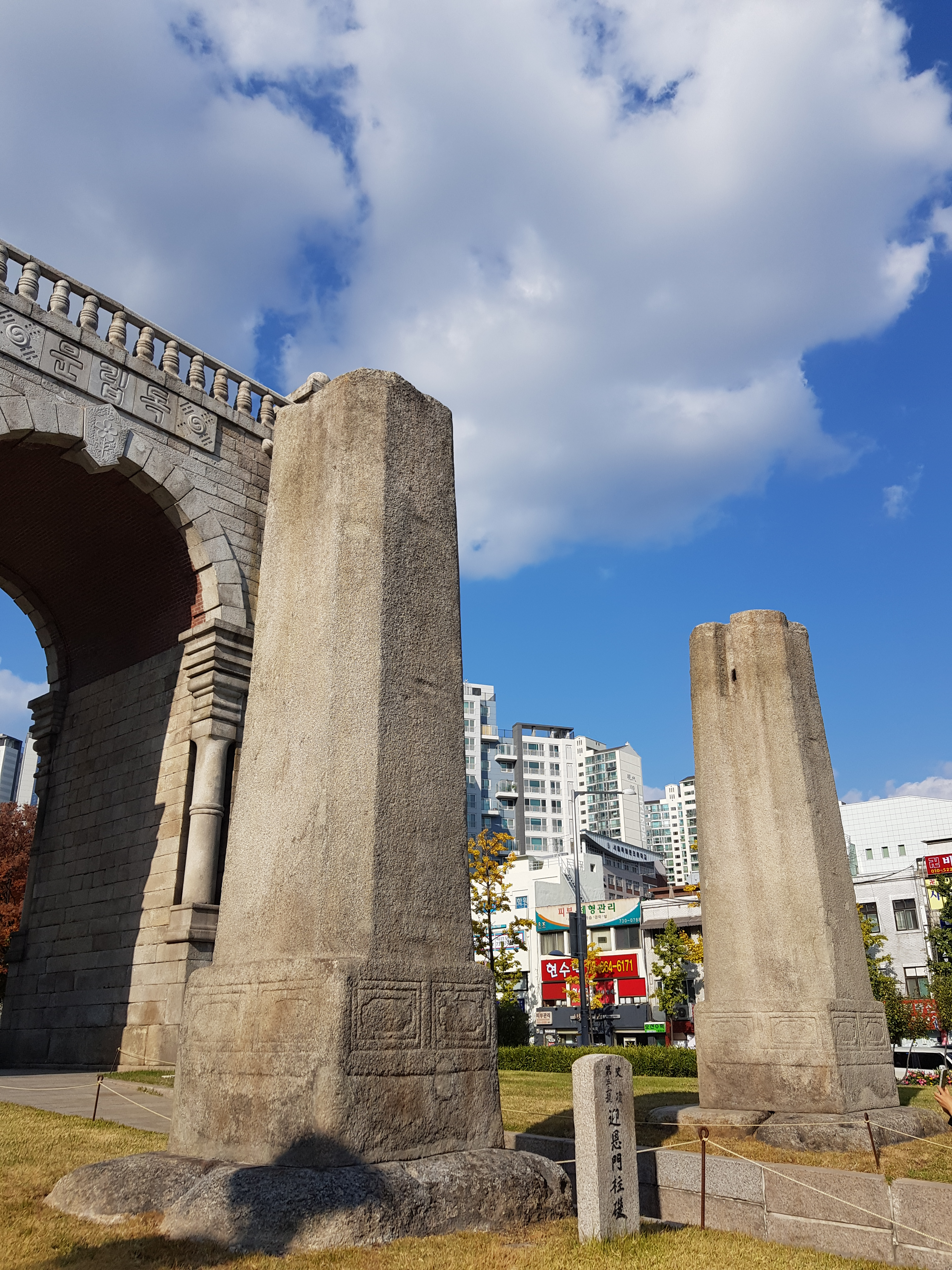
Los pilares de la Puerta de Yeongeunmun desde la vista del lado este.

Los pilares de la Puerta de Yeongeunmun (en hangul, 서울 영은문 주초) es uno de los sitios históricos de Corea del Sur, ya los restos de la Puerta de Yeongeunmun fueron destruidos en el año 1895. En 1963, fue designado como el sitio histórico n.º33 de Corea del Sur. Inicialmente, cuando se señaló por primera vez como un sitio histórico, se llamó «Yeongeunmunjucho», pero el 28 de julio de 2011, se cambió el nombre para reflejar la ortografía correcta y otros ajustes.
Actualmente, se encuentra ubicada dentro del Parque de la Independencia de Seodaemun. Esto se debe a que, en 1979, durante el proceso de construcción de la avenida Seongsan, fue trasladada junto a la Puerta de la Independencia.

## Historia
En 1407, en el Era Joseon, se construyó un edificio llamado «Mowaru» como lugar para recibir a los enviados de China (en ese momento, de la dinastía Ming). En 1430, se cambió el nombre a «Mowagwan» y, junto a él, se erigió una puerta simbólica llamada «Puerta de Hongsal» para recibir a los enviados chinos. En 1537, esta puerta fue reconstruida y cambió su nombre a «Yeongjomun», pero en 1539, debido a la sugerencia de los enviados chinos, se cambió al nombre que se conoce hasta hoy, «Yeongeunmun». Yeongeunmun tenía la forma de un techo inclinado con dos pilares largos de madera sobre piedras de base cuadrada. El techo estaba cubierto con tejas azules y tenía esculturas de varios animales tallados en relieve.
Yeongeunmun fue un edificio icónico que simbolizaba la bienvenida a los enviados de China en Corea, desde la era de la dinastía Ming hasta la dinastía Qing. En tiempos de la apertura, ciertos intelectuales compartían la creencia de que el predominio político y cultural de la dinastía Qing obstaculizaba la modernización de Joseon, lo que generó el deseo de eliminar Yeongeunmun. Durante la reforma de Gwangmu en Corea, el gobierno de Kim Hong-jip consideró la posibilidad de demoler Yeongeunmun. En febrero de 1895, el activista radical Park Yeong-hyo propuso la demolición tanto de Mowagwan como de Yeongeunmun, con el objetivo de proclamar la independencia de Corea. Aunque Kim Hong-jip y Park Jeong-yang sugirieron la reutilización de Mowagwan para otros propósitos y se opusieron a su demolición, estuvieron de acuerdo en demoler Yeongeunmun. Como resultado, Yeongeunmun fue derribado y solo los pilares quedaron como testigos de su presencia.
En ese mismo año, en marzo, tras la firma del Tratado de Shimonoseki, Corea eliminó todos los vínculos de dependencia con la dinastía Qing y formalmente alcanzó su independencia. Para conmemorar este hito, Seo Jae-pil, presentó la idea de construir la Puerta de la Independencia justo frente a los restos derruidos de Yeongeunmun. Además, propuso transformar Mowagwan en un edificio denominado Salón de la Independencia y reconvertir los alrededores en un parque simbólico de la independencia. Para hacer realidad estas propuestas, se estableció la Sociedad de la Independencia y se lograron recaudaciones de donaciones de ciudadanos de todo el país. Finalmente, en 1897, se erigieron la puerta y el salón, cumpliendo con este plan. Para conmemorar esta importancia histórica, los restos demolidos de Yeongeunmun fueron designados como el sitio histórico n.º33 de Corea del Sur, llamado «Yeongeunmunjucho», el 21 de enero de 1963.

## Reubicación
En la década de 1970, durante la construcción de la carretera Seongsan y vías, surgió la preocupación por el impacto que esto pudiera tener en el entorno de la Puerta de la Independencia. Para contrarrestar esto, el gobierno de Seúl en ese entonces propuso trasladar la Puerta de la Independencia a un área más abierta en sus cercanías para su preservación. Sin embargo, expertos en la materia se opusieron a esta idea al señalar que si solo se movía la Puerta de la Independencia, dejando los restos de Yeongeunmunjucho en su lugar original, esto podría resultar en que la puerta estuviera orientada hacia los restos demolidos de Yeongeunmun, contraviniendo así el propósito original de simbolizar la independencia de China. Luego de extensas discusiones entre los expertos, se propuso la alternativa de preservar tanto la Puerta de la Independencia como los restos de Yeongeunmunjucho, pero trasladándolos en conjunto. Conforme a esta opción, ambos elementos fueron trasladados juntos al Parque de la Independencia en Seodaemun, Seúl, el 26 de julio de 1979, donde permanecen en la actualidad. Después de la reubicación, se reconoció la necesidad de realizar trabajos de mantenimiento en la Puerta de la Independencia, lo que llevó a una renovación completa. Esta labor fue concluida el 11 de marzo de 1980.